# Tysk jättescheck
Tysk jättescheck är världens näst största kaninras (störst är rasen belgisk jättekanin).  Idag är den relativt ovanlig i Sverige. 
Idealvikt: 6,01 kg eller högre.
Djur med denna teckning fanns ursprungligen i såväl Tyskland, Holland, Belgien som i Frankrike. Vilket land som egentligen står för uppkomsten är inte känt. I Tyskland tog man sig an rasen, och upprättade en standard. Rasen finns beskriven sedan 1908.